# Свенсон, Глория
Гло́рия Мэй Джозефи́на Све́нсон (англ. Gloria May Josephine Swanson; 27 марта 1899[…], Чикаго, Иллинойс — 4 апреля 1983[…], Манхэттен, Нью-Йорк) — американская актриса, продюсер, икона стиля своего времени и одна из самых ярких и окупаемых звезд эпохи немого кино, актриса театра и телевидения. Современному зрителю наиболее известна благодаря исполнению главной роли в классическом фильме-нуар Билли Уайлдера «Бульвар Сансет».
Пик популярности актрисы относится к 1920-м годам, когда на премьерах фильмов люди боролись за то, чтобы хоть мельком увидеть её, поклонники посылали по 10 000 писем в неделю, а её платья, инновационные прически и даже родинка на подбородке копировались миллионами женщин.

## Биография

### Ранняя жизнь

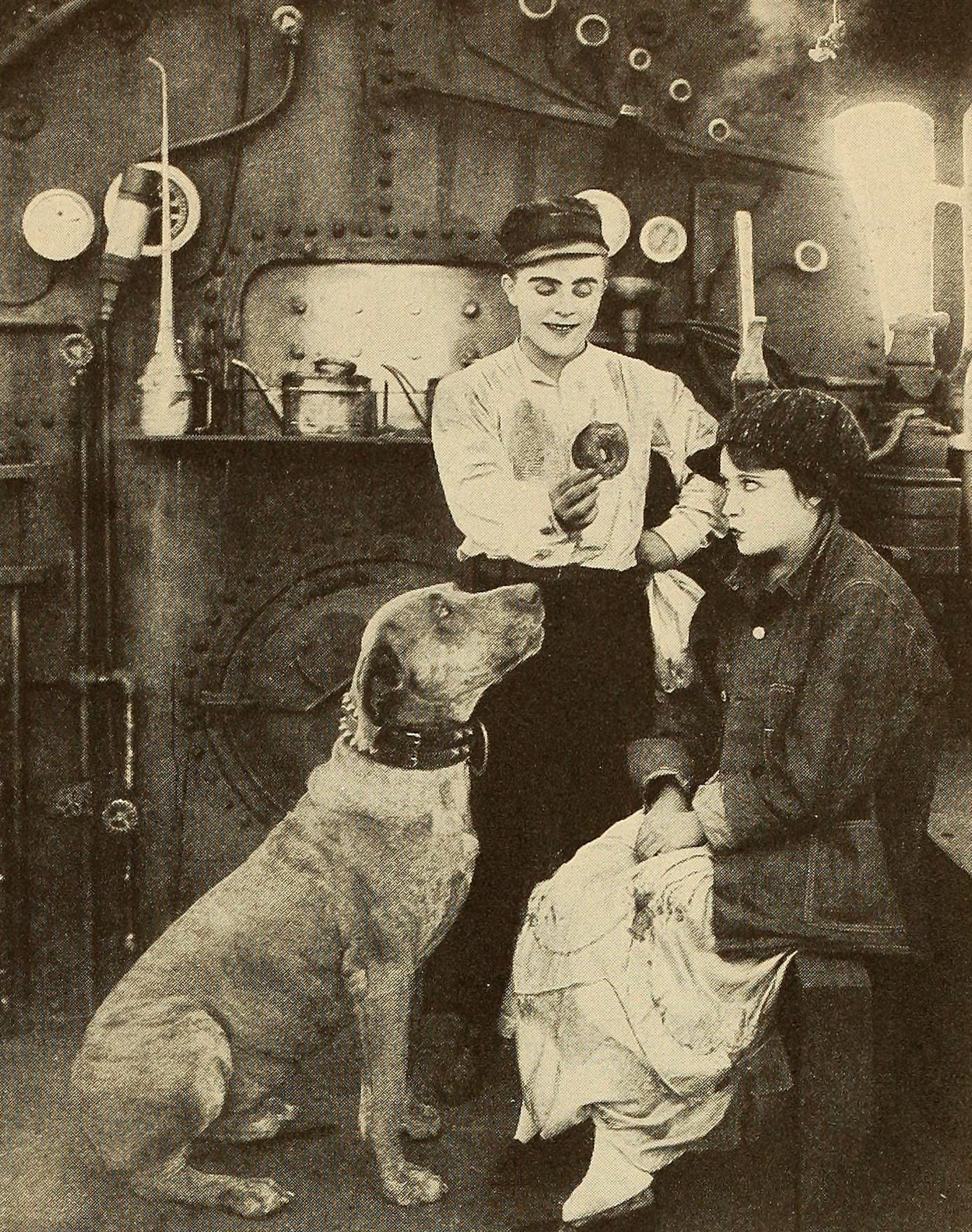
Бодди Вернон, Глория Свенсон и пёс Тедди в фильме «Teddy at the Throttle», 1917

Глория Свенсон родилась 27 марта 1899 года в Чикаго, Иллинойс, единственная дочь Аделаиды (урожденная Клановски) и Джозефа Свенсона. Посещала Академию Хоторн. Ее отец происходил из исповедующей лютеранство шведско-американской семьи, а мать имела немецкие, французские и польские корни.
Джозеф Свенсон был солдатом армии Соединенных Штатов и семья часто переезжала. Глория Свенсон провела большую часть своего детства в Пуэрто-Рико, где выучила испанский язык. Также она проживала в Ки-Уэст, Флорида.
В 1914 году, когда Свенсон было 15 лет, она, следуя совету тётки, посетила небольшую чикагскую кинокомпанию Essanay Studios, где ей предложили работу актрисы массовки. После нескольких месяцев работы с заработком в тринадцать с половиной долларов в неделю, Свенсон бросила школу, чтобы быть на студии полный рабочий день.
Вскоре её родители развелись, и она с матерью переехала в Калифорнию.

### Зрелые годы
Глория Свенсон стала вегетарианкой примерно в 1928 году и стала активно пропагандировать подобный образ жизни; она также известна тем, что на общественные мероприятия приносила с собой вегетарианскую еду. Актриса рассказала боровшемуся в то время с раком простаты Дирку Бенедикту о макробиотических диетах, и Бенедикт, отказавший от традиционных методов лечения, приписал свое выздоровление подобной диете.
В 1975 году актриса отправилась в турне по Соединенным Штатам, продвигая написанное ее будущим шестым мужем Уильямом Дюфти исследовательское эссе о сахаре — «Sugar Blues».
Изданная в 1980 году издательством Random House автобиография Свенсон «Swanson on Swanson» стала бестселлером. Книга была переведена на французский, итальянский и шведский языки.
Актриса обучалась йоге как учению у гуру Индры Деви. Серия фотографий (автор Индра Деви) выполнения Свенсон сложных поз должна была быть включена в работу Деви «Forever Young, Forever Healthy», однако этого не произошло; в ответ на это актриса помогла в продвижении книги в 1953 году.
Глория Свенсон была республиканкой и поддержала кандидатуру Уэнделла Уилки на президентских выборах 1940 и 1944 годов, а также Барри Голдуотера на выборах 1964 года. В 1980 году актриса возглавила нью-йоркское подразделение Seniors for Reagan-Bush.

#### Религия
Глория Свенсон с рождения исповедовала лютеранство, подобно семье её отца. В 1964 году она, вместе с более чем 2500 человек, приняла участие в организованном Энтони Эйсли митинге «Project Prayer», проходившем в Shrine Auditorium, Лос-Анджелес, целью которого было послать как можно больше писем в Конгресс о возвращении обязательных школьных молитв, которые были отменены после слушаний 1962 и 1963 годов. К Свенсон и Эйсли присоединились Уолтер Бреннан, Ллойд Нолан, Ронда Флеминг, Пэт Бун и Дейл Эванс. На митинге Глория Свенсон заявила:
С Богом наша нация стала самой сильной, богатой, процветающей, так должны ли мы отказываться от этого?

#### Дети, мужья и любовники
На протяжении всей жизни и шести браков актриса была известна как мисс Свенсон, даже несмотря на то, что с каждым замужеством законно она брала фамилию мужа. Первым мужем Свенсон, за которого она вышла замуж в свой 17-й день рождения, 27 марта 1916 года, стал другой актер, Уоллес Бири. И хотя Бири пользовался популярностью как актер, в финансовом благополучии он рассчитывал на Свенсон. В автобиографии, «Swanson on Swanson», Свенсон написала, что Бири изнасиловал ее в их первую брачную ночь. В 1917 актриса забеременела, но, как она сама и утверждала, не желавший детей Бири обманом заставил ее принять некие препараты, которые вызвали выкидыш. В июне того же года они расстались и официально развелись в 1918.
Вторым мужем Глории Свенсон 20 декабря 1919 на гражданской церемонии в отеле «Александрия», Лос-Анджелес, стал Герберт Сомборн (1880—1934), в то время он был президентом кинокомпании Equity Pictures, позже владелец любимого ресторана первого мужа Глории Свенсон Уоллеса Бири. В этом браке у актрисы родился первенец, дочь Глория Свенсон Сомборн (англ. Gloria Swanson Somborn; 7 октября 1920 — 28 декабря 2000). Супруги проживали в отеле до 1920 года, когда из-за финансовых затруднений были вынуждены съехать на квартиру в Голливуде. Фактически брак распался спустя два года после его заключения, в 1921, когда Сомборн письмом известил Свенсон о расставании. Причиной он назвал измены со стороны актрисы как минимум с четырнадцатью мужчинами, среди которых были Сесил Демилль, Джесси Ласки, Рудольф Валентино, Маршал Нейлан и Адольф Цукор. Дабы урегулировать разногласия при разводе, Сомборн требовал сто пятьдесят тысяч долларов отступных, которые при переговорах были заменены семьюдесятью тысячами долларов. Скандальный развод, история которого была причиной включения в Кодекс Хейса пункта о морали, состоялся 9 августа 1922 года, при этом бывшие супруги остались друзьями. Во время бракоразводного процесса Свенсон усыновила мальчика по имени Сонни Смит (англ. Sonny Smith;1922 — 1975/1977), которого переименовала в Джозефа Патрика Свенсона (англ. Joseph Patrick Swanson).
Третьим замужеством актрисы стал брак с французским аристократом Анри де Ла Фалезом, маркизом де Ла Кудрэ (англ. Henry de La Falaise, Marquis de La Coudraye; 11 февраля 1898 — 10 апреля 1972). Они поженились 28 января 1925 года, после встречи на съемках фильма «Мадам Сан-Жен», где Анри работал переводчиком, так как, даже будучи аристократом, он не был богат. Глория Свенсон считается первой актрисой, ставшей супругой европейского дворянина, и брак стал сенсацией. В своей автобиографии она писала, что была на втором месяце беременности, но не могла позволить себе родить ребенка спустя 7 месяцев после замужества, так как это могло разрушить ее карьеру из-за строгих моральных правил офиса Хейса, поэтому она сделала аборт на следующий день после свадьбы.
Позже Анри был нанят в качестве калифорнийского представителя американского отделения Peugeot. В настоящее время можно предположить, что он был назначен на эту должность исключительно для долгого отсутствия дома, поскольку главой данной корпорации являлся давний любовник Свенсон, Джозеф Кеннеди-старший, отец будущего президента США Джона Кеннеди. Джозеф Кеннеди-старший был деловым партнером актрисы и их отношения были тайными. Он взял на себя все личные и финансовые дела Свенсон. Их связь прекратилась после съемок неудачной в прокате «Королевы Келли» (1928). Об их романе были написаны 2 книги.
Развод Свенсон с Анри состоялся в 1930 году.
В августе 1931 года Глория Свенсон вышла замуж за Майкла Фармера (англ. Michael Farmer; 1902—1975). Из-за вероятности того, что на момент их свадьбы в августе развод актрисы все еще не был оформлен, они вторично провели церемонию бракосочетания в ноябре того же года, когда Свенсон находилась на четвертом месяце беременности своею дочерью Мишель Бриджит Фармер (англ. Michelle Bridget Farmer; род. 5 апреля 1932). Брак закончился разводом в 1934, когда Фармер узнал о романе Свенсон с женатым британским актером Гербертом Маршаллом, который широко освещался в СМИ (хотя сам Герберт Маршалл пытался оставить все в секрете). Маршалл писал много любовных писем, а когда Свенсон уезжала, посылал телеграммы романтического содержания почти ежечасно (многое из этого сохранилось до наших дней). Ее связь с Маршаллом длилась три года, пока Свенсон не поняла, что тот не разведется с женой Эдной Бест ради нее. В ранних черновиках рукописи свой биографии Свенсон написала, что «никогда не была так любима, как Гербертом Маршаллом».
Через несколько месяцев после разрыва любовных отношений Свенсон и Маршалл посетили нью-йоркский ночной клуб Эль-Марокко, где были сфотографированы папарацци. Увидев, что актриса раздражена фотографом, Маршалл, согласно изданию Modern Screen, впал в сильнейший приступ ярости и, по словам Эда Салливана, погнался за фотографом между столиками клуба. В другой раз, примерно через два месяца после инцидента с папарацци, между Джоном Монком Сондерсом (муж Фэй Рэй) и Маршаллом произошла перепалка из-за сказанного Сондерсом о Свенсон на званом ужине режиссера Эрнста Любича, в ходе которой Сондерс сбил с ног Маршалла. Позже Фэй Рэй добавила, что сначала ее муж посмотрел на декольте Глории Свенсон, после Маршалл назвал его «скотским ублюдком» и началась потасовка.
Пятым мужем актрисы в 1945 году стал некий Уильям Дэйви. Этот брак, продлившийся около года, был самым коротким. Согласно автобиографии Глории Свенсон, однажды она с дочерью Мишель обнаружила спящего пьяного Дэйви и разложила рядом с ним брошюры об обществах анонимных алкоголиков. Очнувшийся Дэйви быстро собрал свои вещи и ушел. Они развелись в 1946 году.

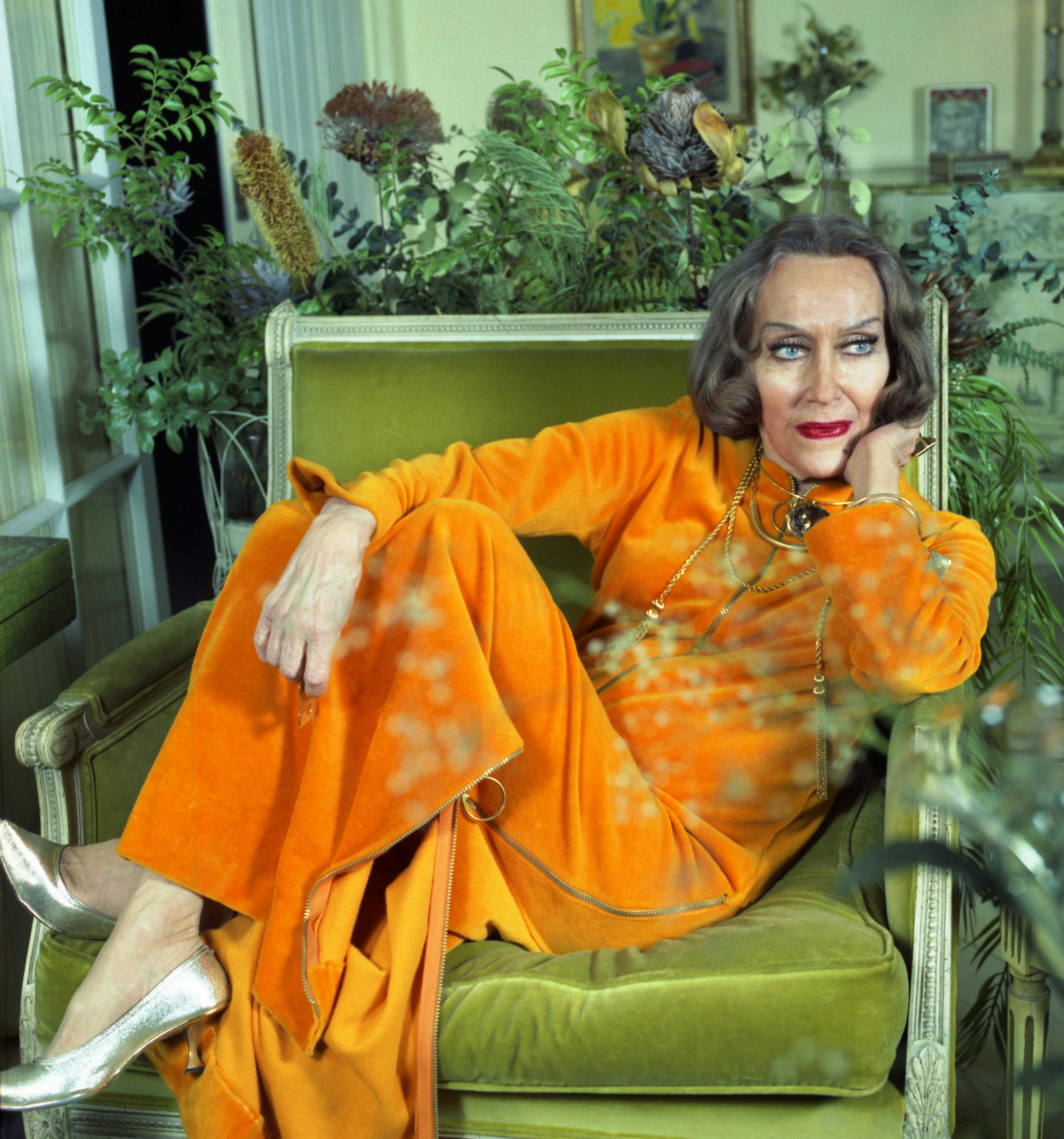
В своей нью-йоркской квартире в 1972 году, фотограф Аллан Уоррен

В течение следующих 30 лет актриса оставалась незамужней вплоть до 1976 года. В том году она вступила в свой последний, шестой брак, продолжавшийся до самой ее смерти в 1983 году. Шестым мужем Глории Свенсон стал писатель Уильям Дюфти (англ. William Dufty; 1916—2002), соавтор «Lady Sings the Blues» (второй соавтор — Билли Холидей) и автор «Sugar Blues», «You Are All Sanpaku» (британская версия книги Джорджа Осавы). Впервые они познакомились в 1965 году, а к 1967 уже жили вместе. Дюфти разделял интерес жены к макробиотическим диетам, и они много вместе путешествовали, чтобы говорить о подобном образе жизни. В одном из подобных турне Глория Свенсон посетила СССР в 1968. Вместе они продвигали исследовательское эссе Дюфти «Sugar Blues» в 1975, путешествуя по США, также написали несколько статей для New York Post, где Дюфти работал журналистом. Также Дюфти был писателем-призраком и, под контролем Свенсон, много работал над автобиографией актрисы. Благодаря его книге «Sugar Blues» супруги познакомились с Джоном Ленноном и его женой Йоко Оно (Леннон купил множество копий «Sugar Blues» и разослал их своим друзьям), а позже Свенсон помогла Леннону получить американское гражданство. Супруги вели активную светскую жизнь, имели множество домов по всему миру, к примеру, в Нью-Йорке, Риме, Португалии и Палм-Спрингс. После смерти Глории Свенсон Уильям Дюфти переехал в дом в Бирмингеме, Мичиган, где и умер в возрасте 86 лет в 2002 году от рака.

### Смерть
Вскоре после возвращения из своего дома на Португальской Ривьере Глория Свенсон перенесла сердечный приступ и через две недели умерла во сне в нью-йоркской больнице от сердечной недостаточности 4 апреля 1983 года в возрасте 84 лет. Она была кремирована, и её прах был погребён в Епископальной церкви Небесного покоя на Пятой авеню, Нью-Йорк, в присутствии узкого круга семьи и друзей на частной церемонии. В тот же день скончалась знакомая Свенсон и коллега по одному из её фильмов Жаклин Логан[значимость факта?]. На момент смерти Глории Свенсон были живы обе её дочери, а также рождены семеро внуков и трое правнуков. Приёмный сын Джозеф умер в 1975/1977 году.
После смерти актрисы её личные вещи и мебель были распроданы на аукционах, которые длились с августа по сентябрь 1983 года в «Дойл Акцион Хаус».

## Карьера

### Ранние годы

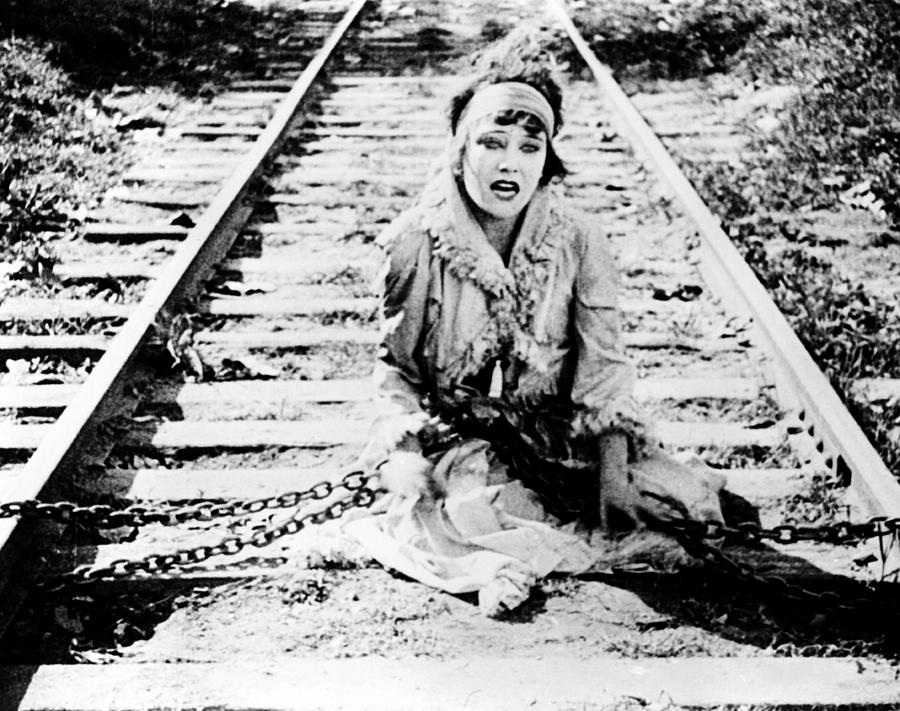
Глория Свенсон в «Свадьбе с препятствиями» (1917)

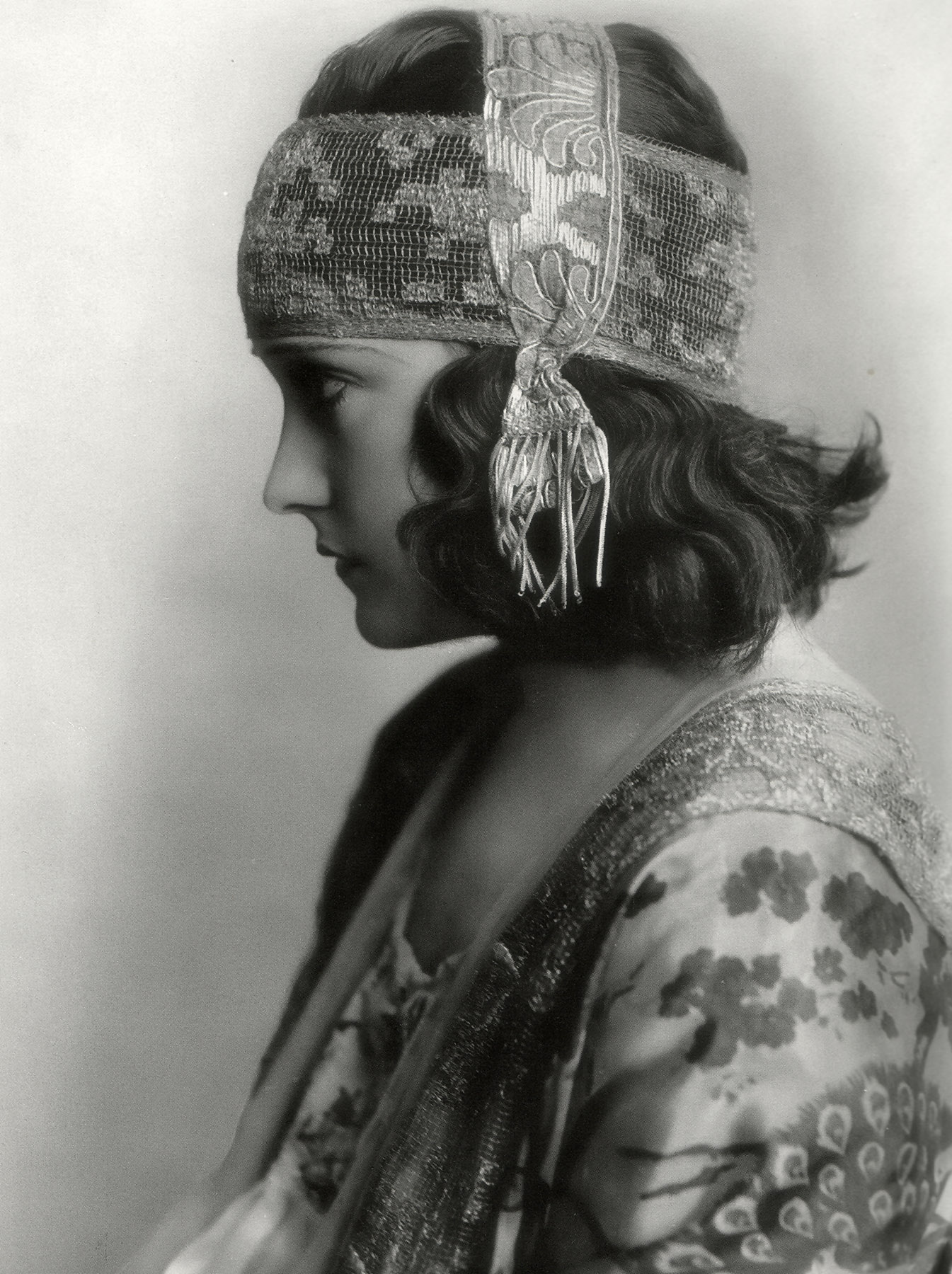
Глория Свенсон в «Не меняйте вашего мужа» (1919)

Актёрский дебют Глории Свенсон состоялся в 1914 году в фильме Essanay Studios «The Song of Soul». После своего переезда с матерью в Калифорнию в 1916 году появилась в ряде комедийных фильмов компании Keystone Studios, срежиссированных Маком Сеннеттом, где ее партнером стал Бобби Вернон. С их экранной любовью дуэт был популярен. Режиссер Чарли Чейз вспоминал, что Свенсон была «до смерти» напугана опасными трюками Вернона, но, тем не менее, часто снималась с ним. Среди сохранившихся кинопленок можно отметить «Опасную девушку» (1916), «Жену султана» (1917) и «Свадьбу с препятствиями» (1917).
В 1919 году был подписан контракт со студией Paramount Pictures, где Свенсон много работала со Сесилом Блаунтом Демиллем, в частности, в фильмах «Не меняйте вашего мужа» (1919), «Самец и самка» (1919), «Похождения Анатоля» (1921), «Зачем менять жену?» (1920) и «И в радости, и в горе» (1919), где Глория Свенсон исполнила главные роли. За 2 года Глория Свенсон стала одной из самых известных и востребованных актрис Голливуда. Фильмы с её участием пользовались настолько колоссальным успехом, что Paramount, боясь потерять актрису, шла на уступки в её прихотях. Историк кино Жорж Садуль, характеризовал эти фильмы, как относящиеся к «чудесному жанру лёгких комедий», повлиявших на дальнейшее развитие жанра американской комедии: «Действие их происходило в высшем обществе. Неотъемлемыми принадлежностями фильмов были роскошная мебель и элегантная одежда от лучших модельеров Нью-Йорка и даже Парижа».
Позже начала сниматься у Сэма Вуда, включая фильм «За скалами» (1922), где её партнером был Рудольф Валентино (фильм считался утерянным до 2004 года, когда был найден в одной из частных коллекций в Нидерландах).
На пике популярности Глории Свенсон зрители ходили на показы кинофильмов с ее участием не только ради нее самой, но и ее гардероба, часто украшенного бисером, драгоценными камнями, павлиньими и/или страусиными перьями, а также другими элементами высокой моды того времени. Во всем мире женщины подражали Глории Свенсон в прическах и драгоценностях. Глория Свенсон стала первой женщиной на экране, переодетой в лошадь, и считается одной из самых фотографируемых женщин в мире.
В 1925 году актриса снялась во франко-американском фильме «Мадам Сан-Жен» режиссера Леонса Перрета, в настоящее время считающимся утерянным. Во время съемок Свенсон познакомилась с маркизом де Ла Кудрэ, нанятым ее переводчиком, и позже вышла за него замуж, став маркизой де Ла Кудрэ.
Глория Свенсон сама несколько раз выступала режиссером, сняв в сотрудничестве с Алланом Двоном для Paramount несколько короткометражных фильмов, в том числе «Берег безумия», «Stage Struck» и «Fine Manners». Свенсон стала одной из первых актрис звукового кино, появившись в короткометражной экспериментальной звуковой ленте изобретателя Ли де Фореста в 1925 году.
В 1927 году Глория Свенсон отказалась от контракта на миллион (около 14 млн 400 тыс. на 2018 год) долларов со студией Paramount, присоединившись к недавно созданному United Artists. Именно под эгидой United Artists она сняла свой первый самостоятельный полнометражный кинофильм «The Love of Sunya», позже назвав весь процесс «мучительным испытанием», во многом из-за отсутствия у актрисы необходимого опыта. Этим объясняется и предсказание Свенсон о посредственном успехе фильма: даже учитывая то, что после премьеры в театре Роксив зрители аплодировали стоя, картина едва окупила бюджет.
По совету Джозефа Шенка Свенсон вернулась в Голливуд, где Шенк предложил ей снять нечто более коммерческое. Свенсон согласилась и сняла более спорную «Сэди Томпсон».

### «Сэди Томпсон»

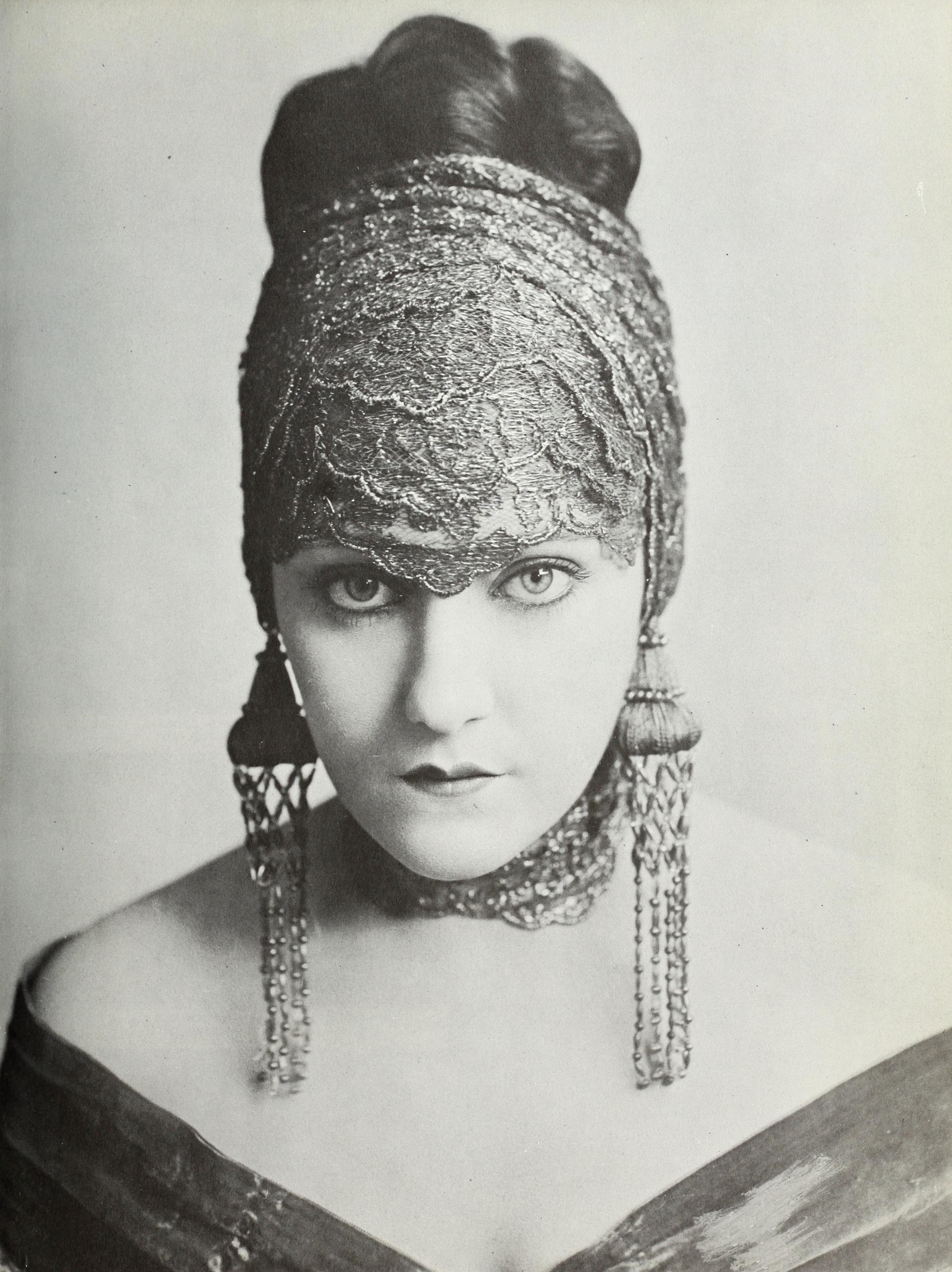
Глория Свенсон в 1919 году

Ощущая свободу действия, Свенсон решает создать свою «Золотую лихорадку». Она обращается к режиссеру Раулю Уолшу, который недавно подписал контракт с Fox Film Corporation, и вместе они останавливают выбор на экранизации рассказа Сомерсета Моэма «Мисс Томпсон» (в поздних публикациях «Дождь») (1921). Свенсон видела театрализованную постановку рассказа с Джинн Иглс в главной роли дважды, и идея подобного фильма ей нравилась.
Производство фильма из-за его содержания было почти невозможно осуществить, полностью согласовываясь с действующим в то время Кодексом Хейса. Пьеса была внесена в неофициальный черный список, а в 1925 году попытка экранизации рассказа была отклонена. Чтобы избежать некоторых проблем, Свенсон и Уолш оставили персонажа мистера Дэвидсона без священного сана, а также заявили, что в интересах морали снять этот фильм — это высказывание основывалось на том факте, что в 1926 Ирвинг Тальберг выпустил картину «Алая буква».
Свенсон пригласила Уилла Хейса, основоположника кодекса Хейса, на обед и пересказала ему сюжет картины, обозначив автора и острые моменты. По словам актрисы, Хейс дал устное обещание на устранение проблем при производстве фильма. Также Глория Свенсон намеревалась заполучить права на экранизацию пьесы с помощью Джозефа Шенка: тот должен был притвориться, что покупает их как представитель United Artists. Права на экранизацию были приобретены за 60 тыс. долларов вместо начально запрошенных 100 тысяч.
Приступая к написанию сценария фильма, Уолш и Свенсон поместили в газеты объявление о фильме, рассчитывая, что его никто не заметит на фоне недавно завершенного исторического трансатлантического полета Чарльза Линдберга, ставшего настоящей сенсацией. Однако пресса прониклась историей фильма, и объявление получило более широкое освящение в прессе. United Artists получило угрожающую двухстраничную телеграмму от Американской Ассоциации Кинокомпаний (MPAA), подписанную всеми ее членами, включая студию Fox Film, на которую работал Рауль Уолш, и самого Уилла Хейса. Многие члены ассоциации владели тысячами кинотеатров по всей стране, и если бы они объявили бойкот, это стало бы финансовой катастрофой. Тогда же Глория Свенсон впервые столкнулась с Джозефом Патриком Кеннеди, ее будущим любовником и спонсором нескольких ее следующих картин, включая «Королеву Келли» (1929).
Глория Свенсон была возмущена телеграммой, полагая, что все эти киностудии сами производили сомнительную продукцию, а сейчас приревновали из-за отсутствия возможности самим экранизировать «Мисс Томпсон» Моэма. После другой телеграммы от MPAA Свенсон написала ответ, а также начала кампанию в прессе, но ей ответил только Маркус Лов, обещавший подать апелляцию от имени Глории Свенсон. Тогда же, успокоенная тем фактом, что Лов был владельцем сети кинотеатров и, очевидно, показал бы в них фильм, Свенсон начала съемки, вложив в них 250 тысяч. На роль сержанта Тима О’Хары пробовался Дуглас Фэрбенкс-младший, сын Фэрбенкса-старшего и пасынок Мэри Пикфорд, однако его кандидатура было отклонена из-за юного возраста (впоследствии эту роль исполнил Рауль Уолш — это была его первая роль за восемь лет перерыва, которая стала последней в его карьере; перед началом съемок Уолш сильно волновался, однако это волнение быстро прошло). Роль мистера Дэвидсона досталась Лайонелу Бэрримору.

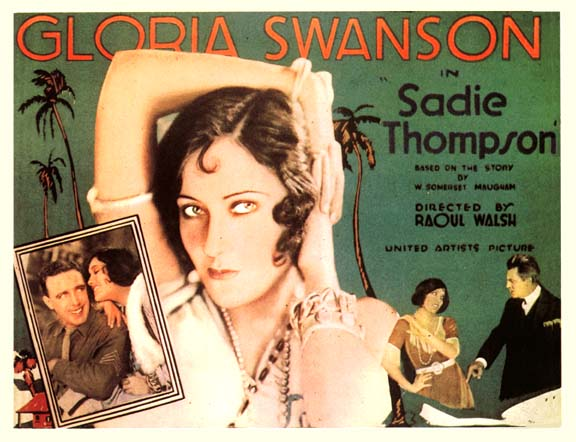
Постер «Сэди Томпсон»

Съёмки фильма проходили на острове Санта-Каталине, Калифорния, который располагается неподалёку от Лонг-Бич. Однако через неделю после их начала Сэмюэль Голдвин отозвал от съемок оператора Джорджа Барнса к участию в другом проекте, от чего Свенсон пришла в ярость. Она и Рауль Уолш провели собеседование с двумя кандидатами, но оба оказались неудовлетворительными. Мэри Пикфорд предложила услуги своего любимого оператора Чарльза Рошера. Работа Рошера была приличной, но мнению Свенсон и Уолша не могла сравниться с Барнсом. Тогда Свенсон вспомнила о благосклонности к ее проекту Маркуса Лова, и она написала ему. Лов, на тот момент больной, а вскоре и вовсе скончавшийся, передал Metro-Goldwyn-Mayer, что те должны дать Свенсон все, о чем она попросит. MGM «одолжило» Свенсон Оливера Т. Марша, который и закончил картину.
Происшествие с оператором оказалось достаточно дорогостоящим, но съемки продолжались. К середине съемочного процесса уже был значительно превышен бюджет, и Свенсон, переговорив со своими поверенными, продала дом и Кротон-он-Хадсоне, Нью-Йорк, и планировала то же сделать со своим пентхаусом в Нью-Йорке.
Цензоры тщательно проверяли и отсортировывали отснятый материал, читали по губам актеров и даже предлагали переименовать мистера Дэвидсона, от чего Свенсон и Уолш отказались.
«Сэнди Томпсон» является единственным самостоятельным немым кинофильмом Глории Свенсон, имевшим успех в прокате, собрав только в Америке 1 миллион. Вместе с «The Trespasser» (1929) и «Бульваром Сансет» (1950) фильм стал одной из последних успешных кинолент в карьере Свенсон. Тем не менее актриса, следуя совету Джозефа Кеннеди, продала права на распространение ленты Шенку, так как тот чувствовал в фильме «коммерческий провал». Глория Свенсон была номинирована на премию Оскар за Лучшую женскую роль в 1929 году, но не присутствовала на церемонии, высказавшись о мероприятии как о «сравнении яблок с апельсинами». Фильм вошёл в десятку лучших лент года. Критики хвалили «Сэди Томпсон», назвав её колоритной, но отдельно упомянули игру Свенсон как превосходную.
«Сэди Томпсон» сыграла важную роль в жизни Глории Свенсон, когда в начале съёмок она заболела и обратилась к врачу, который приобщил её к макробиотическим диетам.

### «Королева Келли»
«Королева Келли» (1929) является одним из самых известных незаконченных фильмов Голливуда. В проекте участвовали Эрих фон Штрогейм (режиссёр) и Джозеф Патрик Кеннеди-старший (продюсер). Свенсон, как сопродюсер фильма, привлекая Штрогейма к его созданию шла на значительный риск, так как после неудачи ленты «Свадебный марш» режиссёр оказался в «чёрных списках» голливудских продюсеров, как расточительный и своенравный постановщик. По словам Жоржа Садуля: «Будучи на вершине славы и благосостояния, она решила выпустить совместно с Дж.-П. Кеннеди фильм — памятник своей собственной персоне». Производство шло в 1928—1929 годах, Глория Свенсон также исполняла главную роль, её партнерами были Уолтер Байрон и Сина Оуэн.
Съёмки дорогостоящего фильма были прекращены после отстранения фон Штрогейма от работы и неудовлетворении Свенсон общим направлением фильма. По её мнению, сюжет был полон инсинуаций, многие сцены были слишком откровенными, такие персонажи, как принц и королева, были слишком помешаны на сексе, а сцены в Африке казались мрачными и неприятными. В поздних интервью Свенсон сказала, что сценарий частично основывался на её собственном характере.
Африканская линия сюжета была вырезана из сценария после отстранения фон Штрогейма. Свенсон и Кеннеди всё ещё хотели спасти отснятый материал, поскольку он имел потенциальную рыночную стоимость, процесс его создания был трудоемким и были затрачены большие средства. Альтернативная концовка была отснята под руководством Свенсон и Грегга Толанда в ноябре 1931 года и получила название «конец Свенсон» — именно с этой концовкой фильм был продемонстрирован в Европе и Южной Америке, что связано с оговоркой в контракте фон Штрогейма.
Несмотря на то, что Штрогейму не дали возможности доснять фильм, а также слухи о его ссоре со Свенсон, великий режиссёр в 1947 году высказался об этом следующим образом: «Наши отношения с Глорией до начала работы над фильмом и во время съёмок были превосходными. Таковыми они остаются до настоящего дня. Мы никогда не ссорились, и я могу сказать, что она была самой очаровательной и гибкой кинозвездой из тех, с кем мне приходилось работать». В фильме «Бульвар Сансет» присутствует сцена, где Норма Десмонд (главная роль в исполнении Глории Свенсон) смотрит в домашнем кинотеатре «Королеву Келли», фильм с ее участием. В том же фильме Эрих фон Штрогейм играл некогда известного режиссера, а теперь дворецкого Десмонд (до этого будучи её, Десмонд, мужем). Киновед Жак Лурсель, назвал актёрский дуэт Свенсон и Штрогейма в этом фильме — «необыкновенной встречей». Считается, что именно со Свенсон связывается то, что Штрогейм был отлучён от режиссуры и не снял больше ни одного фильма: «Таким образом, до конца жизни она должна была бы всенародно поздравлять себя с тем, что окончательно поставила крест на его режиссёрской карьере».
В 1960-х фильм был показан на телевидении с концовкой Свенсон с введением и вступлением, где актриса рассказывала об истории проекта. В 1985 году Kino International выкупило права на кинофильм и восстановило обе концовки.

### Звуковое кино
29 марта 1928 года в бунгало Мэри Пикфорд встретились Глория Свенсон, сама Пикфорд, Дуглас Фэрбенкс, Чарли Чаплин, Норма Талмадж, Джон Бэрримор, Долорес дель Рио и Дэвид Уорк Гриффит для выступления на радиошоу «The Dodge Brothers Hour», тем самым показывая, что они готовы к «проблеме» звукового кино. В это время Свенсон погрузилась в создание звукового кино, снявшись в фильмах «Правонарушительница» (англ. The Trespasser) (1929), «What a Widow!» (1930), «Indiscreet» (1931), «Perfect Understanding» (1933) и «Music in the Air» (1934). Из этих фильмов только фильм «Правонарушительница» имел кассовый успех, и именно за роль в этом фильме Свенсон получила свою вторую номинацию на Оскар в номинации Лучшая женская роль.
И хотя актриса смогла адаптироваться в звуковом кино, ее карьера пошла на спад. В 1938 она переезжает в Нью-Йорк, где основывает Multiprises, небольшое предприятие, главной целью которого было спасение еврейских ученых и изобретателей во время Второй мировой войны, когда их нужно было вывезти из Европы и доставить в США.
В 1940-е Свенсон переходит в театр и на телевидение, хотя в 1941 году снимает еще один фильм, «Father Takes a Wife». В то время глория Свенсон снимается в собственном телешоу, начинает увлекаться живописью и скульптурой, пишет статьи для журналов, гастролирует по стране, занимается политической деятельностью, участвует в радио- и телешоу, становится дизайнером одежды и аксессуаров, занимается маркетингом, лишь изредка появляясь на большом экране. Актриса вновь становится популярной в 1950 году, после выхода картины Билли Уайлдера «Бульвар Сансет», за роль в которой она в третий раз номинируется на «Оскар» за лучшую женскую роль, но статуэтка ушла к Джуди Холлидей. В некотором смысле это было несправедливостью; в сериале «Вражда» героиня Джессики Лэнг Джоан Кроуфорд говорит Бетт Дейвис в исполнении Сьюзан Сарандон: «И в 51-м обделили не тебя, а Глорию Свенсон!».

### «Бульвар Сансет»

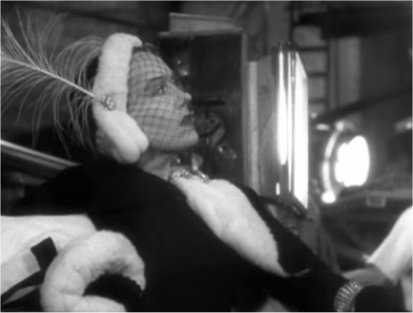
В роли Нормы Десмонд

Глории Свенсон предложили роль Нормы Десмонд после отказа Мэй Уэст, Мэри Пикфорд, Полы Негри и Греты Гарбо её играть. В этом фильме в камео появляются многие звёзд эпохи немого кино, такие как Сесил Блаунт Демилль, Бастер Китон, Генри Байрон Уорнер и Анна Нильсон. Некоторые фразы из фильма стали цитатами, к примеру «Я величайшая звезда из всех», «Я и сейчас великая актриса — это фильмы стали плохими», «Нам не нужны были слова, у нас были лица» и одна из самых известных кинофраз — «Мистер Демилль, я готова к крупному плану».
После выхода фильма Глории Свенсон поступило несколько предложений, но все были отклонены, поскольку, как заявила актриса, ей предлагали играть имитации Нормы Десмонд. В последний раз в главной роли актриса появилась в 1952. В 1956 Свенсон снялась в фильме «Мой сын Нерон». В последний раз на экране в роли самой себя она появилась в ленте «Аэропорт 1975». Однако она много играла в театральных и телевизионных постановках, была активным предпринимателем, много путешествовала, написала автобиографию, писала картины и ваяла скульптуры.

### Телевидение и театр

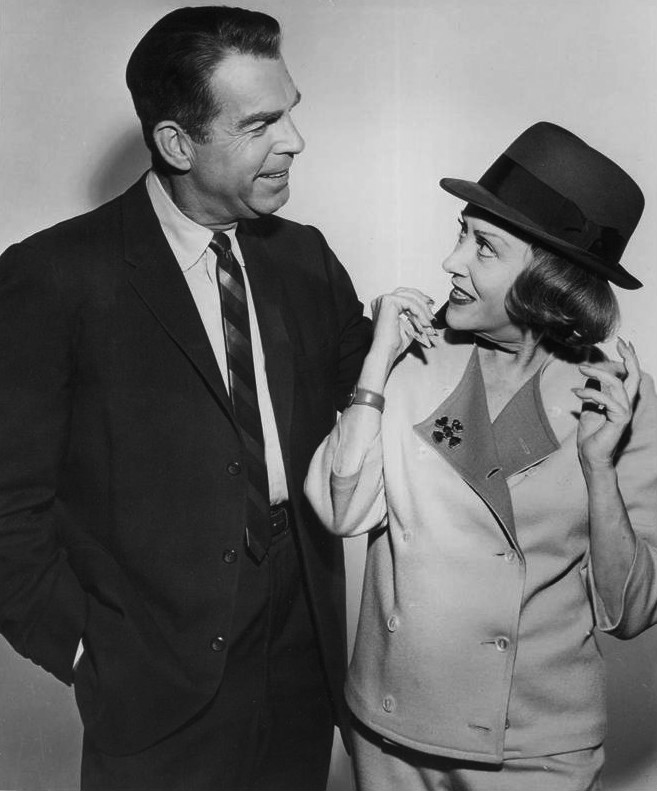
Свенсон и Фред Макмюррей на промо фото к «My Three Sons» (1965)

В 1948 году Глория Свенсон организовала одно из первых телешоу — «The Gloria Swanson Hour». Позже она организовала сериал-антологию «Crown Theatre with Gloria Swanson», где и сама иногда выступала. В 1960-х, 1970-х и в 1980-х Свенсон появлялась а различных телепрограммах, среди которых были «The Carol Burnett Show», «The Tonight Show Starring Johnny Carson», «What’s My Line», «The Alfred Hitchcock Hour» и «Burke’s Law».
Одно из самых ярких и последних выступлений пришлось на 1966 год, когда актриса появилась в «Beverly Hillbillies», в эпизоде «The Gloria Swanson Story», где играла саму себя. Последний раз, помимо «Аэропорт 1975», Свенсон появилась в телевизионном триллере «Killer Bees» (1974).
Начиная с 1940-х, она много играет в театре, гастролирует с «A Goose for the Gander», «Reflected Glory» и «Let Us Be Gay». В 1951 году участвовала в постановках «Twentieth Century» с Хосе Феррером и «Nina» с Дэвидом Нивеном. Последняя главная роль в пьесе ей досталась в постановке « Butterflies Are Free» на Бродвее в театре «Бут» в 1971. В 1973 в «The Carol Burnett Show» она по сценарию флиртовала с Лайлом Ваггонером в эпизоде «Carol and Sis/The Guilty Man».
В 1980 была издана автобиография Глории Свенсон «Swanson on Swanson», ставшая бестселлером. В том же году Кевин Браунлоу и Дэвид Гилл взяли у нее интервью для телевизионного проекта «Голливуд», рассказывающего об эпохе немого кино.

## Галерея

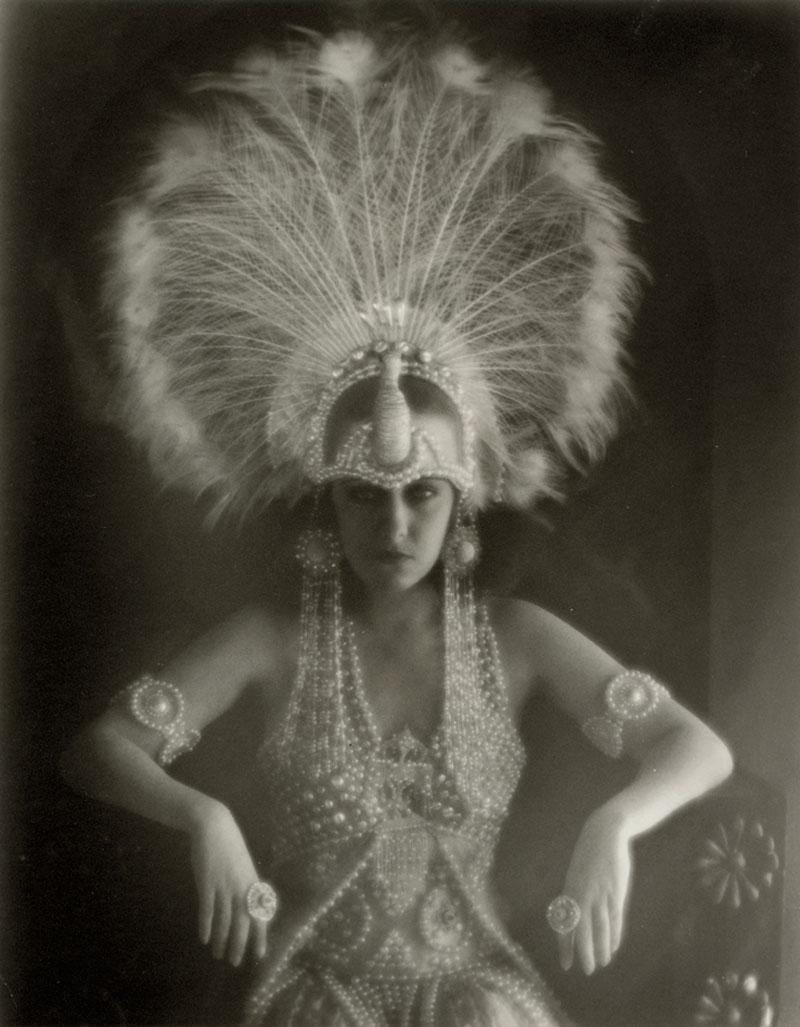
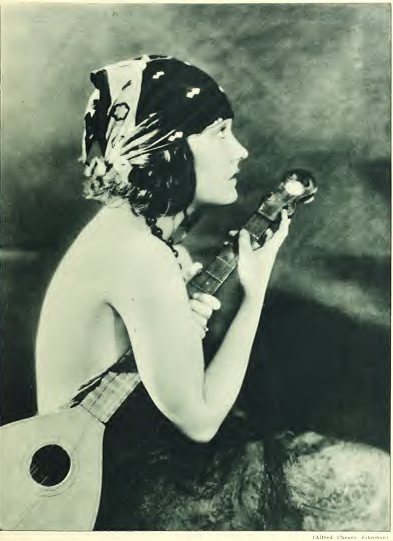
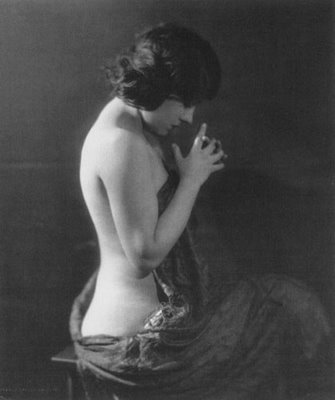
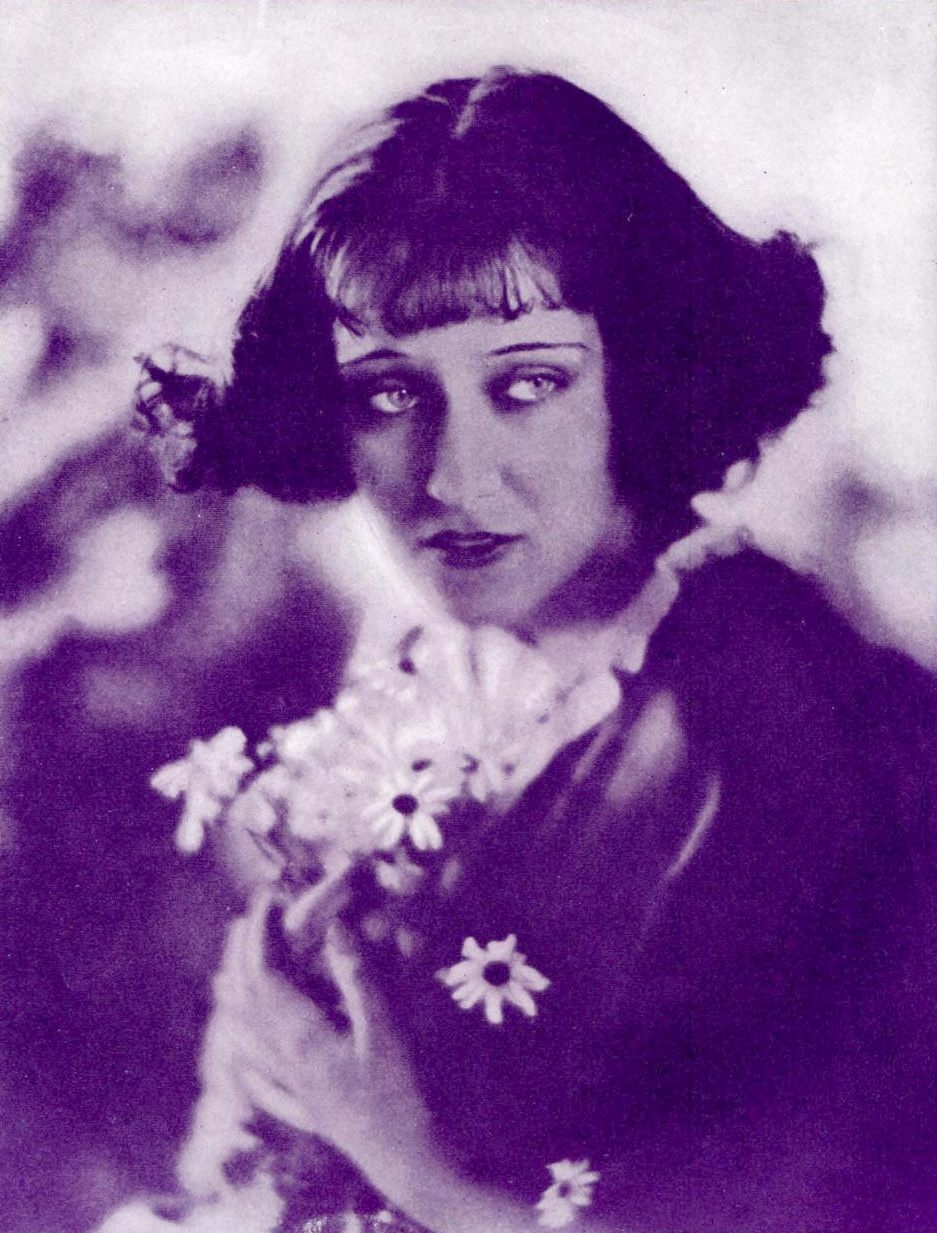
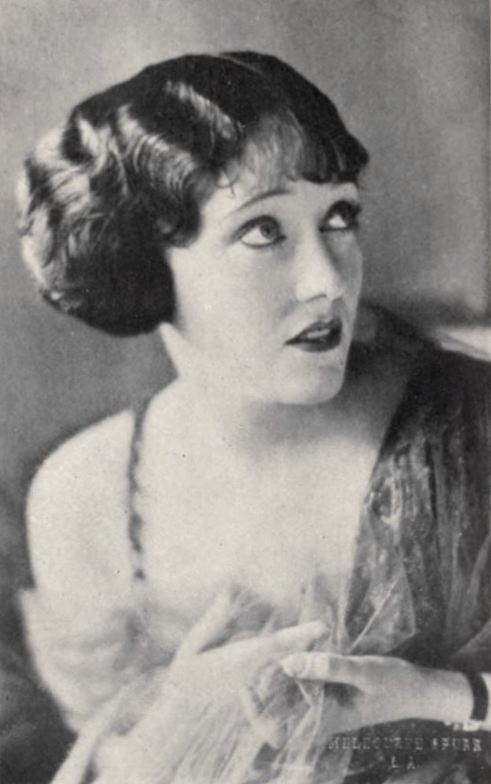
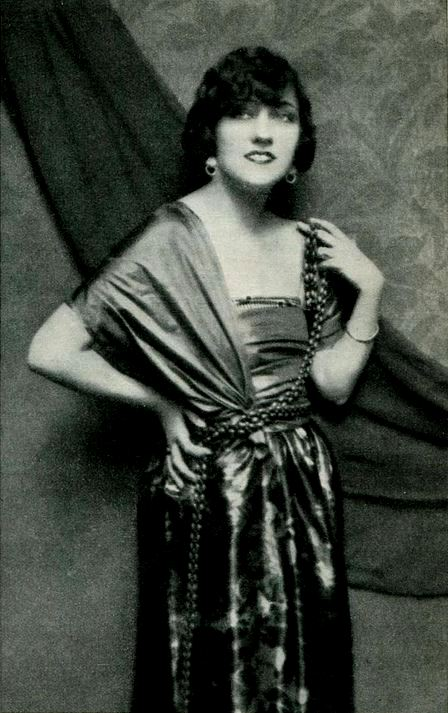
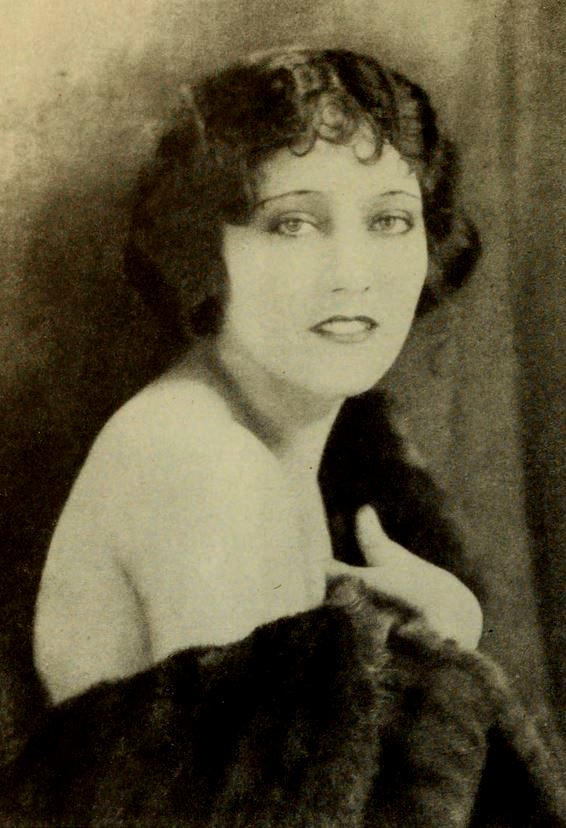
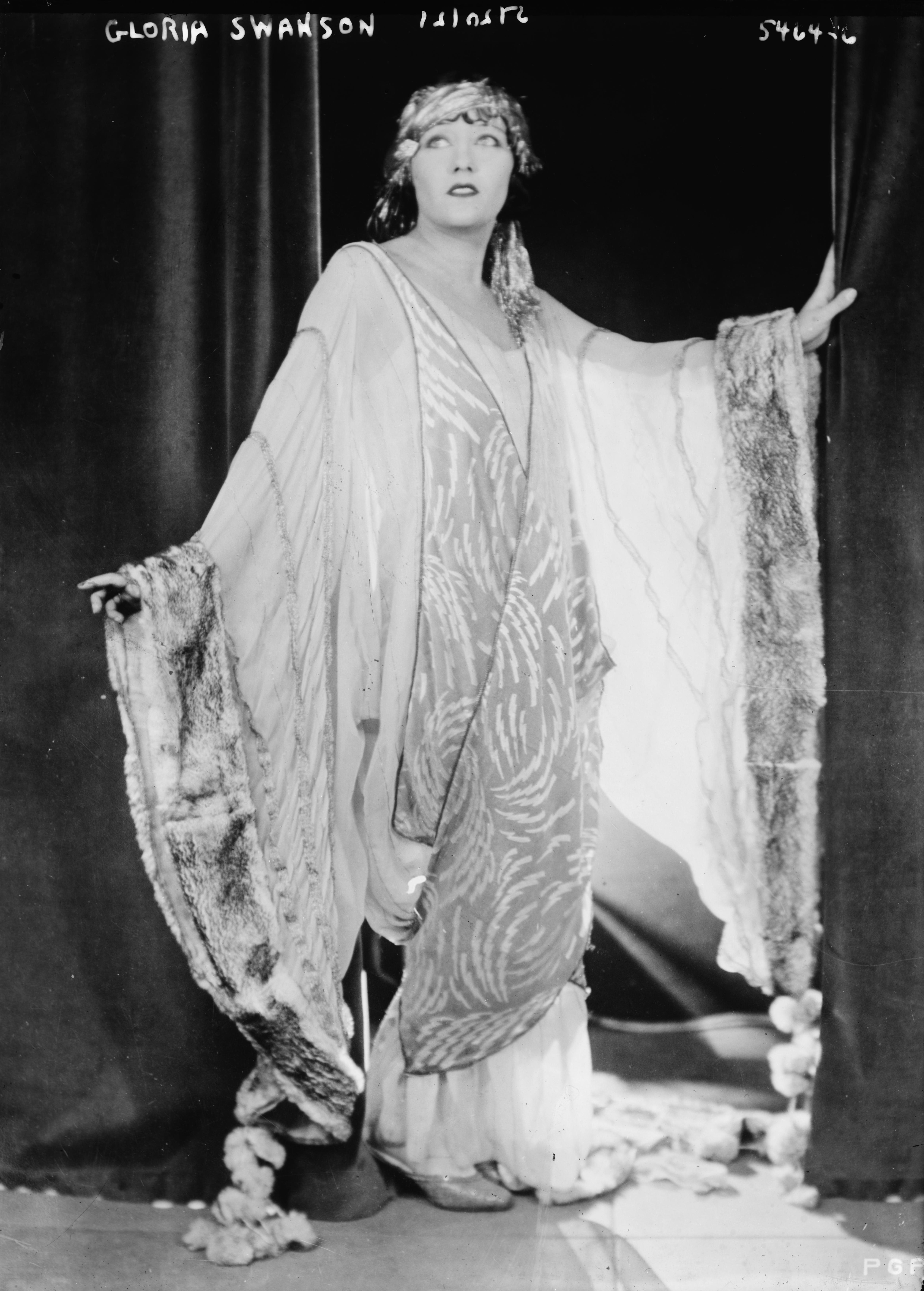
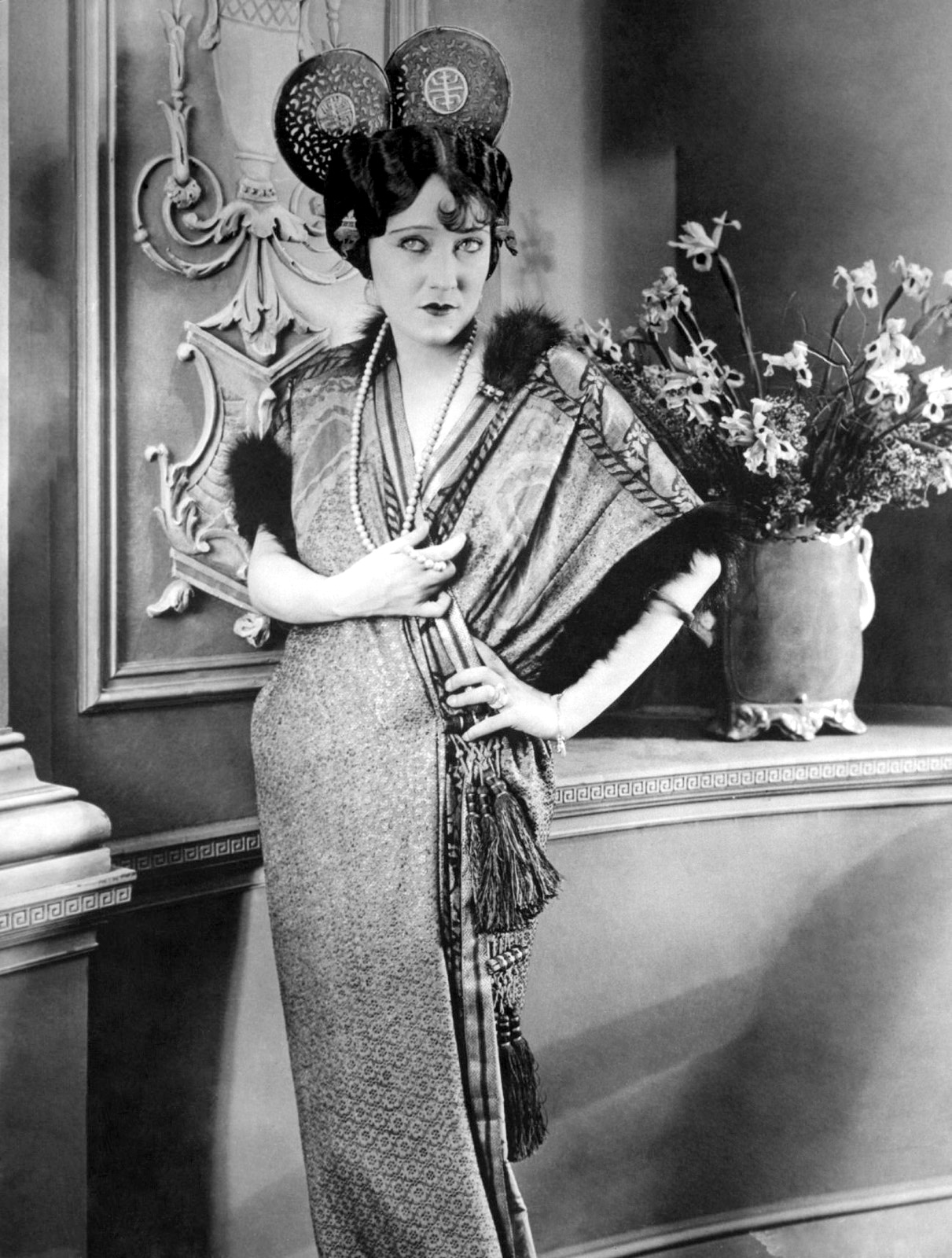

## Избранная фильмография
| Год  |     | Русское название       | Оригинальное название     | Роль                         |
| ---- | --- | ---------------------- | ------------------------- | ---------------------------- |
| 1915 | кор | Его новая работа       | His New Job               | стенографистка               |
| 1919 | ф   | Не меняйте вашего мужа | Don’t Change Your Husband | Лейла Портер                 |
| 1919 | ф   | И в радости, и в горе  | For Better, for Worse     | Сильвия Норкросс             |
| 1919 | ф   | Мужское и женское      | Male and Female           | леди Мэри Лезенби            |
| 1920 | ф   | Зачем менять жену?     | Why Change Your Wife?     | Бет Гордон                   |
| 1921 | ф   | Похождения Анатоля     | The Affairs of Anatol     | Вивиан Спенсер               |
| 1923 | ф   | Голливуд               | Hollywood                 | в роли самой себя            |
| 1925 | ф   | Увлечённая сценой      | Stage Struck              | Дженни Хейген                |
| 1928 | ф   | Сэди Томпсон           | Sadie Thompson            | Сэди Томпсон                 |
| 1929 | ф   | Правонарушительница    | The Trespasser            | Мэрион Доннелл               |
| 1929 | ф   | Королева Келли         | Queen Kelly               | Китти Келли / королева Келли |
| 1950 | ф   | Бульвар Сансет         | Sunset Boulevard          | Норма Десмонд                |
| 1974 | ф   | Аэропорт 1975          | Airport 1975              | в роли самой себя            |